# Сухостав (гміна)
Гміна Сухостав — сільська гміна у Копичинецькому повіті Тернопільського воєводства Другої Речі Посполитої. Адміністративним центром гміни було село Сухостав.
Гміна утворена 1 серпня 1934 року в рамках нового закону про самоврядування (23 березня 1933 року).
Площа гміни — 64,39 км²

Кількість житлових будинків — 985

Кількість мешканців — 5105
Гміну створено на основі давніших сільських гмін: Сухостав  та Яблунів.